# مترو اکسدس: داستان سم
داستان سَم (به انگلیسی: Sam's Story) یک داستان DLC برای مترو اکسدس است. پس از حوادث مترو اکسدس اتفاق می‌افتد و داستان سم را دنبال می‌کند در حالی که او به امید یافتن راهی برای بازگشت به ایالات متحده و پیوستن به خانواده اش، ویرانه‌های ویران شده توسط سونامی ولادی وستوک را جستجو می‌کند.